# Конвой «Голландія № 1»
Конвой «Голландія № 1» — японський конвой часів Другої світової війни, проведення якого відбувалось у жовтні 1943-го.
Пунктом призначення конвою став порт Голландія (наразі Джаяпура) на північному узбережжі Нової Гвінеї (за три з половиною сотні кілометрів на захід від головного японського гарнізону у Веваку), тоді як вихідним пунктом був Палау — важливий транспортний хаб на заході Каролінських островів.
До складу конвою увійшли транспорти «Тонегава-Мару», «Камой-Мару», «Учіде-Мару № 5» та «Cінсей-Мару № 5» (Shinsei Maru No. 5), тоді як охорону забезпечував мисливець за підводними човнами CH-34.
3 жовтня 1943-го конвой вийшов з порту і 6 жовтня прибув до Голландії. Після розвантаження загін 7 жовтня рушив назад, при цьому разом з ним прямував транспорт «Нагано-Мару», який за місяць до того зазнав пошкоджень при проходженні в конвої «Вевак № 7», через що мусив відділитись та дістався Голландії.
Оскільки поблизу Палау регулярно діяли американські підводні човни, 9 жовтня звідси назустріч конвою вийшов мисливець за підводними човнами CH-35, який 10 жовтня підсилив охорону. 11 жовтня конвой успішно досягнув Палау.